# Операция «Деревянная нога»
Операция «Деревянная нога» (ивр. מבצע רגל עץ‎ Мивца Регель Эц) — налёт ВВС Израиля на штаб-квартиру Организации освобождения Палестины (ООП) в Хаммам-аш-Шот, около Туниса, Тунис 1 октября 1985 года. С целью на расстоянии 2060 км от начальной точки, это была самая далёкая операция ЦАХАЛа после операции «Энтеббе» в 1976 году.
25 сентября 1985 года на борту яхты в районе Ларнаки (Кипр) были убиты три гражданина Израиля. Ответственность за убийство взяло на себя подразделение ООП Force-17. В ответ на это израильская авиация совершила налёт на штаб-квартиру ООП в Тунисе, находившуюся там после Ливанской войны 1982 года.
Операция получила кодовое название «Деревянная нога» и была проведена 1 октября 1985 года. Удар наносили 8 истребителей-бомбардировщиков F-15. Ещё 2 самолёта F-15 находились в резерве на случай неисправности какого-либо самолёта из ударной группы. Самолёты преодолели 3000 км до цели с дозаправкой в воздухе от танкера Боинг 707. Система ПВО Туниса не предприняла никаких мер противодействия налёту. В результате удара штаб-квартира была уничтожена, погибло около 60 активистов ООП. Правительство Туниса заявило, что имелись жертвы среди мирного населения.
Международная реакция на рейд была крайне негативной, осуждение последовало в том числе со стороны США, главного союзника Израиля. Совет Безопасности ООН в Резолюции 573 также осудил налёт, охарактеризовал его как грубое нарушение хартии ООН и отметил право Туниса получить возмещение ущерба (репараций).
По мнению Ноама Хомского, в ответ на операцию был произведён захват пассажирского лайнера «Акилле Лауро» 7 октября того же года, однако в 2013 году это было опровергнуто вдовой организатора захвата Абу Аббаса Рим аль-Нимер: она заявила, что акция готовилась 11 месяцев, а не неделю.